# Brachythrix
Brachythrix es un género de plantas fanerógamas perteneciente a la familia de las asteráceas. Comprende 7 especies descritas y de estas, solo 6 aceptadas.

## Taxonomía
El género fue descrito por Wild & Pope y publicado en Kirkia 11: 25. 1978. La especie tipo es Brachythrix stolzii (S.Moore) Wild & G.V.Pope.	

## Algunas especies aceptadas
A continuación se brinda un listado de las especies del género Brachythrix aceptadas hasta julio de 2012, ordenadas alfabéticamente. Para cada una se indica el nombre binomial seguido del autor, abreviado según las convenciones y usos.
- Brachythrix glomerata (Mattf.) C.Jeffrey
- Brachythrix lugarensis (O.Hoffm.) Wild & G.V.Pope
- Brachythrix malawiensis G.V.Pope
- Brachythrix pawekiae Wild & G.V.Pope
- Brachythrix sonchoides Wild & G.V.Pope
- Brachythrix stolzii (S.Moore) Wild & G.V.Pope